# إتيان فرانسوا دو شواسول
إتيان فرانسوا دو شواسول سياسي فرنسي برز وهوى بسبب هوى عشيقة مليكه. كان ذلك بعد أن خدم كجندي في الحرب النمساوية المتعاقبة. حيث وقع نظر مدام بومبادور عليه, وكانت هي عشيقة لويس الخامس عشر, وسرعان ما رقي بعد ذلك إلى رتبة فريق ثان.
بعد ذلك عين سفيرا في فيينا ثم في روما قبل أن يعود إلى فرنسا لتسلم السيطرة على وزارة الجيش حيث أدخل تحسينات ضخمة. قاد الشعب إلى حرب السنوات السبع. وفي نهايتها فاوض لفرنسا بأفضل الشروط الممكنة, في معاهدة باريس عام 1763م. وفيما بعد, أصبح مستشارا مقربا وصديقا للملك. لحوالي سبع سنوات.

## روابط خارجية
- إتيان فرانسوا دو شواسول على موقع الموسوعة البريطانية (الإنجليزية)
- إتيان فرانسوا دو شواسول على موقع الموسوعة البريطانية (الإنجليزية)